# Carola Voß
Carola Voß (* 23. Januar 1963 in Schwerin) ist eine deutsche politische Beamtin. Sie ist seit 2021 Staatssekretärin im Finanzministerium des Landes Mecklenburg-Vorpommern.

## Leben
Voß erlangte das Abitur an der Erweiterten Oberschule in Schwerin. 1991 wurde sie auf dem Gebiet der Sinologie an der Humboldt-Universität zu Berlin promoviert. Sie war bereits von 1991 bis 2018 im Geschäftsbereich des mecklenburg-vorpommerischen Finanzministerium tätig, zuletzt als Abteilungsleiterin der Allgemeinen Abteilung. Von 2018 bis 2021 arbeitete sie als Abteilungsleiterin der Allgemeinen Abteilung, Medien und internationale Beziehungen mit dem Schwerpunkt Verwaltungsmodernisierung in der Staatskanzlei des Landes Mecklenburg-Vorpommern. Gleichzeitig war sie auch stellvertretende Chefin der Staatskanzlei.
Seit dem 16. November 2021 ist Voß Staatssekretärin im Finanzministerium des Landes Mecklenburg-Vorpommern.